# اسپیتاک (فیلم)
اسپیتاک (ارمنی: Սպիտակ انگلیسی: Spitak) یک فیلم درام است محصول سال ۲۰۱۸ به کارگردانی آلکساندر کوت. از بازیگران آن می‌توان به لرنیک هاروتیونیان اشاره کرد. این فیلم نامزد سینمای ارمنستان در نود و یکمین دوره جوایز اسکار در بخش بهترین فیلم خارجی‌زبان شده بود. داستان این فیلم دربارهٔ زمین‌لرزه ۱۹۸۸ ارمنستان می‌باشد.